# Porsbjär
Porsbjär este o arie protejată (arie specială de conservare — SAC, sit de importanță comunitară — SCI, arie de protecție specială avifaunistică — SPA) din Suedia întinsă pe o suprafață de 541,6 ha, integral pe uscat.

## Localizare
Centrul sitului Porsbjär este situat la coordonatele 56°45′36″N 13°18′26″E / 56.7599°N 13.3072°E.

## Înființare
Situl Porsbjär a fost declarat arie de protecție specială avifaunistică în decembrie 1996 pentru a proteja 8 specii de animale. Alte tipuri de protecție:
- sit de importanță comunitară (în ianuarie 2002)
- arie specială de conservare (în martie 2011)[1][3][4]

## Biodiversitate
Situată în ecoregiunea boreală, aria protejată conține 6 habitate naturale: Mlaștini turboase de tranziție și turbării mișcătoare, Taiga vestică, Pajiști umede nord-atlantice cu Erica tetralix, Mlaștini împădurite, Turbării active, Lacuri și iazuri distrofice naturale.
La baza desemnării sitului se află mai multe specii protejate de  păsări (8): minunița (Aegolius funereus), ciocănitoare neagră (Dryocopus martius), ciuvică (Glaucidium passerinum), cocor (Grus grus), ploier auriu (Pluvialis apricaria), cocoșul de mesteacăn (Tetrao tetrix tetrix),  cocoș de munte (Tetrao urogallus), fluierar de mlaștină (Tringa glareola).